# Pouzdřany
Pouzdřany é uma comuna checa localizada na região de Morávia do Sul, distrito de Břeclav‎.

## Desenvolvimento da população
| Ano do censo | População | Divisão | Divisão | Divisão |
| Ano          | População | Alemães | Checos  | outros  |
| 1793         | 820       | -       | -       | -       |
| 1836         | 1029      | -       | -       | -       |
| 1869         | 1235      | -       | -       | -       |
| 1880         | 1236      | 1229    | 2       | 5       |
| 1890         | 1296      | 1149    | 140     | 7       |
| 1900         | 1218      | 1182    | 28      | 8       |
| 1910         | 1213      | 1173    | 33      | 7       |
| 1921         | 1143      | 903     | 226     | 14      |
| 1930         | 1184      | 863     | 303     | 18      |